# Prosopocera undulata
Prosopocera undulata es una especie de escarabajo longicornio del género Prosopocera, tribu Prosopocerini, familia Cerambycidae. Fue descrita científicamente por Schwarzer en 1929.
Se distribuye por Malaui y Tanzania. Mide 29-40 milímetros de longitud. El período de vuelo ocurre en el mes de enero.